# Баян (Туве)
Баян (монг. Баян) или Мааньт — сомон аймака Туве, Монголия.
Центр сомона — посёлок Мааньт находится в 80 километрах от города Зуунмод и в 100 километрах от столицы страны — Улан-Батора. Вдоль сомона проходят железная и автомобильная дороги.

## География
На территории сомона водятся волки, лисы, корсаки, дикие кошки манулы и т.д.
Имеются запасы бурого угля, плавикого шпата, графита, горючих сланцов.